# 村上隆二
村上 隆二（むらかみ りゅうじ、1970年7月2日 - ）は、南日本放送の社員で同局元アナウンサー。現在は報道部記者。

## 来歴・人物
熊本県八代市出身。
1992年NBCラジオ佐賀で大学生向けの番組でパーソナリティデビュー。
1993年西九州大学家政学部社会福祉学科を卒業し、NBCラジオ佐賀（現:NBCソシア）に入社。ラジオパーソナリティやディレクターとして活動した。
1996年春に退職し、個人事務所「PLUS ONE」を設立。2019年9月まで熊本県を拠点に北部九州でラジオDJ、ディレクター、ナレーター、プランナーとして活動した。
2016年の熊本地震では熊本シティエフエムで前震・本震の第一報を伝える。
また、益城町のましきさいがいエフエムの開局に携わり、人員集めや2019年の閉局まで機材の無償貸与などを行った。
コミュニティFMにおいては、熊本シティエフエムやFMたんとの開局のコーディネートを、FMしまばらでは編成や制作の指導にあたった。
ラジオ塾も主宰しアナウンサーやタレントも輩出した。2019年9月末でプラスワンを閉鎖し鹿児島に移住。2019年10月に南日本放送にラジオディレクター（アナウンサー兼任）として入社。
防災士、サービス介助士などの資格を持つ。

## 現在
- MBCニューズナウ（記者）

## 過去の主なレギュラー番組
- FMK HAPPY GO LUCKY (エフエム熊本)
- FMK防災ワンポイント (エフエム熊本)
- FMK Evening Journal (エフエム熊本)
- J-HITS TOP 20（NBCラジオ佐賀）
- 村上隆二の本庄音楽委員会（NBCラジオ佐賀）
- Luv Jungle Satellite（NBCラジオ佐賀）
- SUNSET BLVD. (エフエム佐賀)
- glocal factory （エフエム佐賀）
- n◎m. toujin radio bar （エフエム佐賀）
- 携帯電波 friends i-land （エフエム佐賀）
- ゲツ→モク（エフエム佐賀）
- サンデーゆうステーション（エフエム小国）
- ワイワイ編集局（エフエムやつしろ）
- JUKE BOX 884（FMしまばら）
- AIR GROOVE（熊本シティエフエム）
- CITY FRIDAY JUNGLE（熊本シティエフエム）
- ラジオ深夜便（NHKラジオ第一）
- テレビタミン（くまもと県民テレビ）
- モッちゃんTV（くまもと県民テレビ　企画/構成/出演）
- かちかちワイド（サガテレビ）
- rise!（熊本シティエフエム）
- FMKニュース・ウェザーインフォメーション（エフエム熊本）
- 県庁ダイアリー（エフエム熊本）
- カリーノ下通 Smile Avenue（RKKラジオ/ディレクター[3]）
- 週刊VOLTORS（RKKラジオ/ディレクター）
- ラジオのたまご（RKKラジオ/ディレクター）
- 二見いすずの土曜ラジオ！(MBCラジオ)
- ゆうぐれエクスプレス
- MBC50ニュース（ラジオ）
- MBCニュース（テレビ）
- MBCミュージック・グラフィティ
- かごしま防災スイッチ
- モーニング・スマイル（MBCラジオ/ディレクター）